# Hönö kyrka
Hönö kyrka är en kyrkobyggnad belägen på Hönö, Öckerö kommun. Den tillhör Öckerö församling i Göteborgs stift och Svenska kyrkan.

## Kyrkobyggnaden
Hönö kapellstiftelse bildades 1929 och den tog initiativet till att bygga kyrkan 1933 - 1934 efter ritningar av Sigfrid Ericson. 
Byggnaden är av trä och fasaden klädd med vitmålad stående panel. Långhuset är enskeppigt och rektangulärt med smalare, rakavslutat kor i öster. Båda har tunnvälvda träpaneltak. Intill korets nordvägg står sakristian. I väster reser sig ett tämligen kort och kraftigt torn med kopparklädd tornhuv och med en hög spira. Tornets bottenplan fungerar som vapenhus. Söder om tornet har kyrkan byggts samman med församlingslokaler vilka tillkom 1962.
Den barockinspirerade inredningen med vitmålade väggar är välbevarad sedan byggnadsåret.

## Inventarier
Kyrkans konstnärliga utsmyckning är utförd av Kristian Lundstedt med bland annat ett monumentalt altarskåp.

### Orgel
Orgeln på läktaren byggdes 1980 av Tostareds Kyrkorgelfabrik och den ersatte då en tidigare orgel, byggd omkring 1940 och från vilken visst pipmaterial ingår i den nya. Den har 21 stämmor fördelade på två manualer och pedal.

## Exteriörbilder

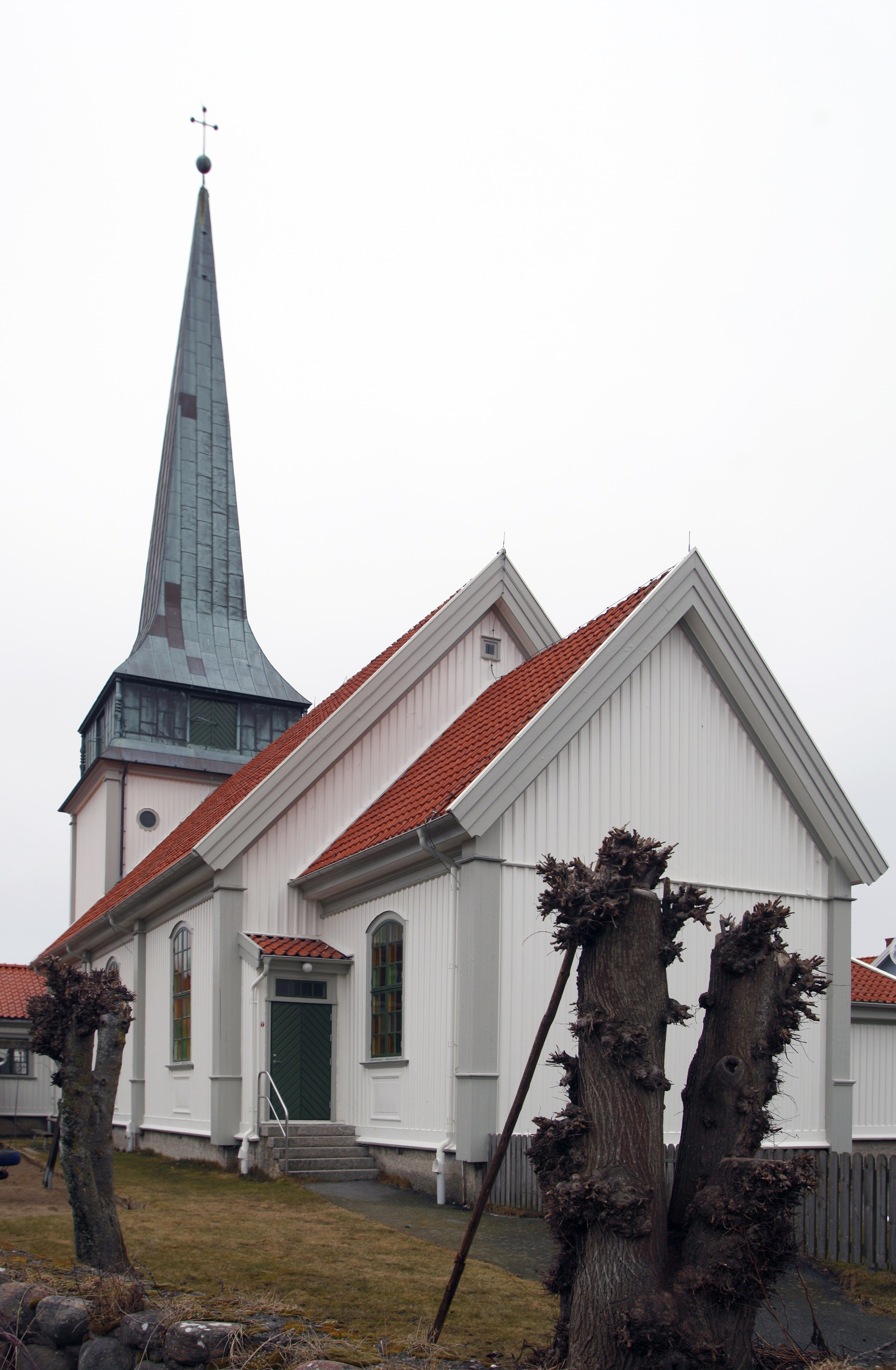
Södra sidan.
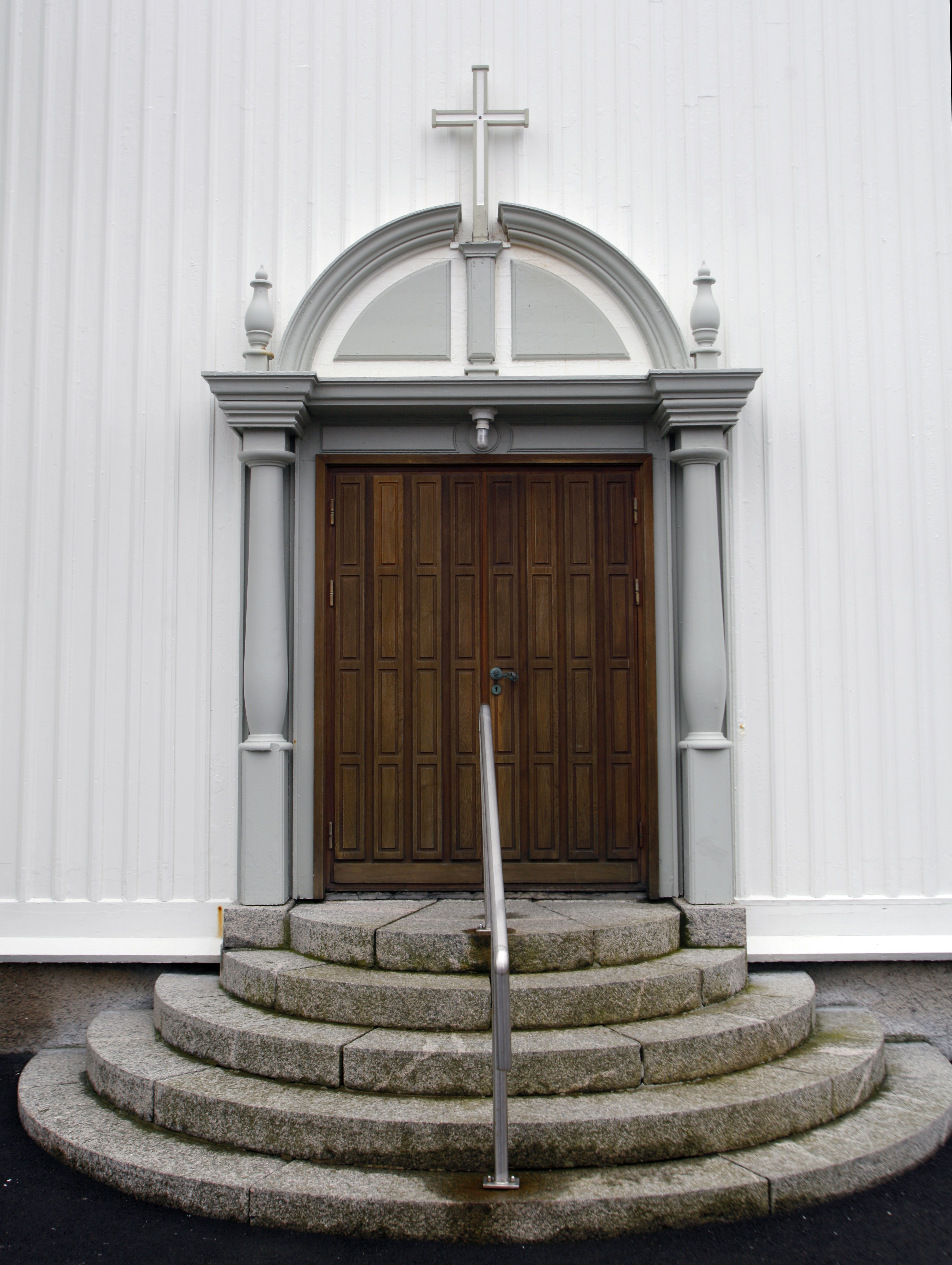
Huvudentrén.
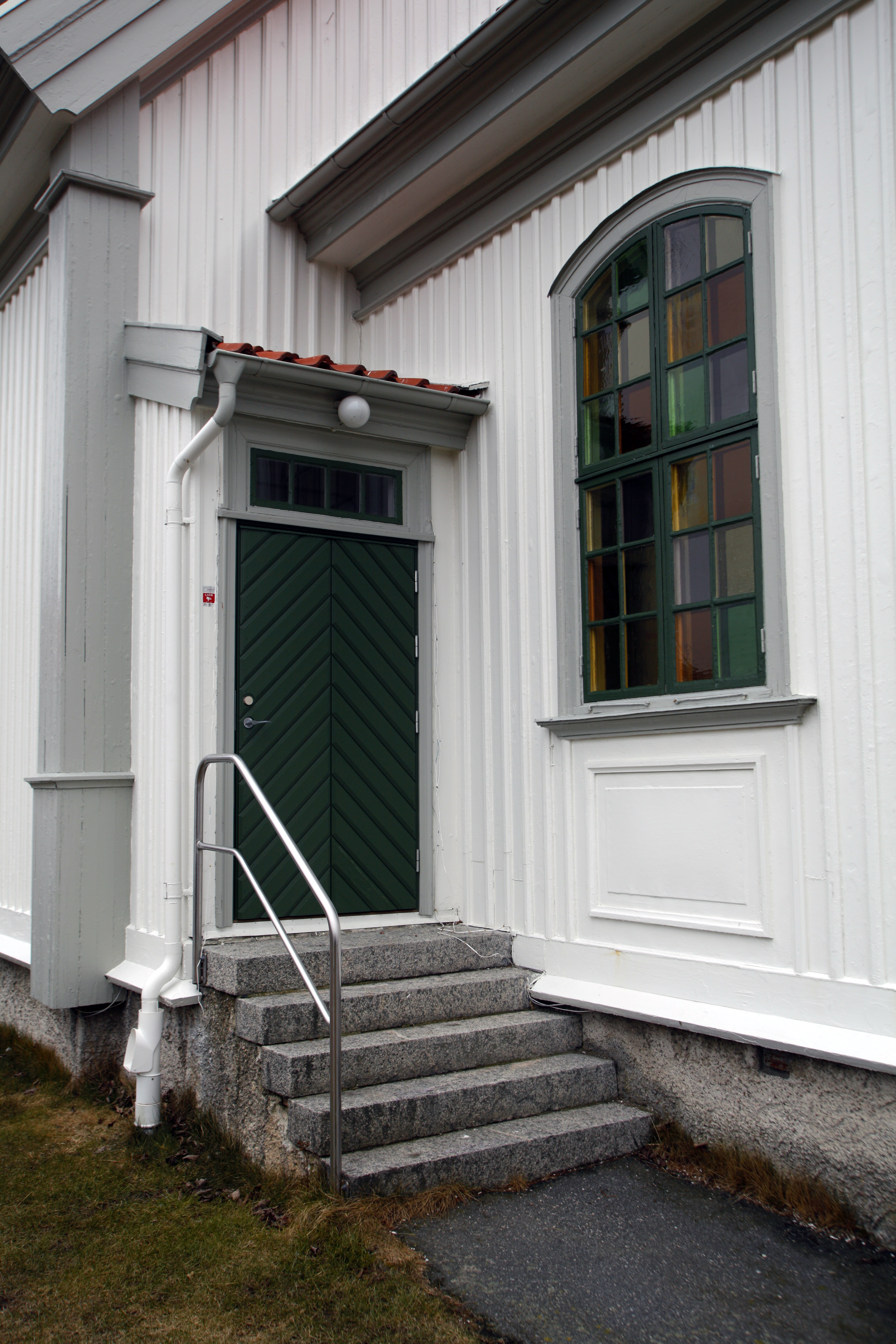
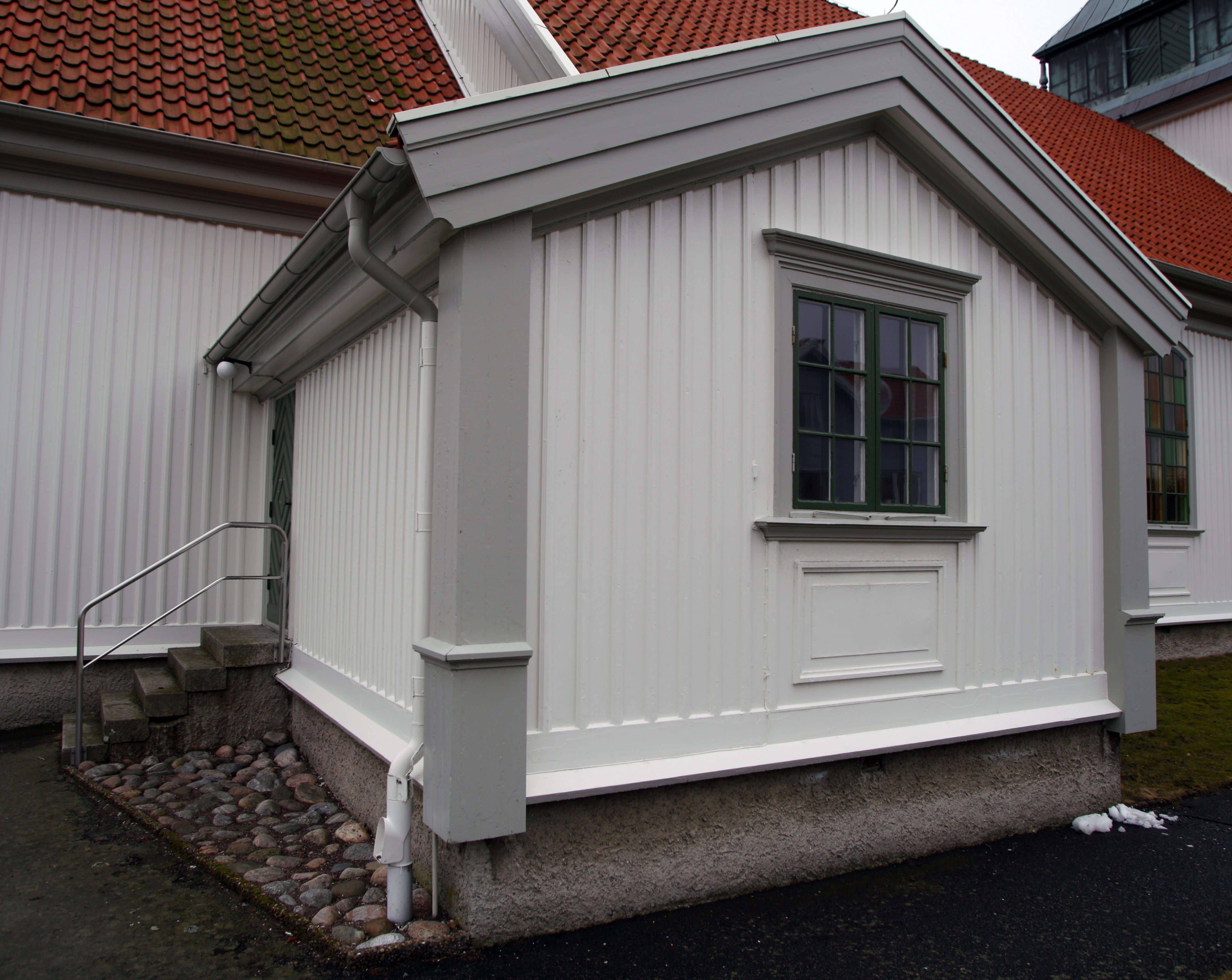